# Mystacodon
Mystacodon é um gênero de mysticete dentada a partir do final do Eoceno do Peru. Ele é o mais conhecido membro da Mysticeti, e o segundo confirmado espécie mysticete do Eoceno.

## Descrição
Mystacodon era uma pequena baleia de tamanho médio, um precursor para jubarte de hoje e as baleias azuis. Mystacodon provavelmente media cerca de 3,75 ou 4 m de comprimento.

## Filogenia
Mystacodon é recuperado como basal para outros dentada mysticetes e Llanocetus, este último, que é mais estreitamente relacionado com desdentados mysticetes (Chaeomysticeti).